# Білл Гейтс
Ві́льям Ге́нрі Гейтс III (англ. William Henry 'Bill' Gates III; нар. 28 жовтня 1955, Сіетл, США) — американський бізнесмен, інвестор, письменник, філантроп, засновник корпорації Майкрософт, співголова Фонду Білла і Мелінди Гейтсів. Протягом кар'єри в Microsoft, Гейтс займав позиції голови ради директорів, CEO та головного архітектора, одночасно до травня 2014 також будучи найбільшим акціонером.
Microsoft був створений Гейтсом і Полом Алленом в 1975 і став найбільшою компанією з розробки програмного забезпечення для ПК. Гейтс керував компанією як головний виконавчий директор, поки не залишив цю посаду в січні 2000 року, зостаючись головою ради директорів і створивши для себе посаду головного архітектора.
У червні 2006 Гейтс оголосив, що він переходитиме з повної на часткову зайнятість у Microsoft і працюватиме повний робочий день у Фонді Білла і Мелінди Гейтсів, заснованому у 2000. Поступово він передав свої обов'язки Рею Оззі та Крейгу Манді. Він покинув посаду голови Microsoft у лютому 2014 і прийняв позицію технологічного радника, аби підтримати новообраного виконавчого директора Сатья Наделла.
Гейтс є найвідомішим підприємцем революції персонального комп'ютера. Його критикували за його бізнес-практики, які вважаються антиконкурентними. Ця думка була підтримана численними судовими рішеннями. Пізніше у своїй кар'єрі Гейтс зайнявся філантропією. Через Фонд Білла і Мелінди Гейтс він пожертвував багато коштів на різноманітні благодійні організації та наукові дослідницькі програми.
З 1987 року Гейтса включають у список найбагатших людей світу за версією журналу Forbes, список людей, багатство яких задокументовано і точно визначено.
Усі роки, окрім чотирьох, з 1995 до 2017, він був найбагатшою людиною у світі за версією Forbes і займав найвище місце постійно від березня 2014 до липня 2017, з багатством, оціненим у 89,9 мільярдів доларів США станом на жовтень 2017. Щоправда, 27 липня 2017 і з 27 жовтня 2017 його обійшов засновник і генеральний директор компанії Amazon Джеф Безос, чиї статки на той час оцінювались у $90,6 мільярдів доларів.
У 2009 році, Гейтс і Воррен Баффетт створили кампанію «Клятва дарування», в якій вони та інші мільярдери обіцяють витратити щонайменше половину свого багатства на філантропію. Кампанія працює задля збереження життів і покращення глобального рівня здоров'я, а також співпрацює з Rotary International з метою знищення поліомієліту. Станом на 10 березня 2018, Гейтсове багатство оцінюється в 92,2 мільярда доларів, що робить його другою за багатством людиною на світі, після Безоса.

## Дитинство і юність
Гейтс народився 28 жовтня 1955 року в Сіетлі. Його батьками були Вільям Генрі Гейтс Старший (1925 року народження) та Мері Максвелл Гейтс (1929—1994). В його роду є англійські, німецькі, ірландські та шотландські корені. Його батько був видатним юристом, а мама працювала в раді директорів First Interstate BancSystem та United Way of America. Дідом Гейтса по матері був Джеймс Віллард Максвелл, президент національного банку. Білл мав одну старшу сестру Крісті (Крістіанну), та одну молодшу сестру, Ліббі. В своїй сім'ї він четвертий хто носить таке ім'я, але знаний як Вільям Гейтс III, а його бабуся назвала його «Трійкою» (англ. Trey, як гральна карта) тому що його батько мав в імені суфікс «II». На початку його життя, батьки хотіли для нього кар'єру юриста. Коли Гейтс був дитиною, його сім'я регулярно відвідувала конгрегаціоналістську церкву (протестантська кальвіністська церква). В сім'ї заохочувалося змагання; один з гостей розповідав що «не мало значення чи це були чирви чи піклбол чи плавання до пірсу … завжди була винагорода за виграш і завжди було пенальті за програш».
В дитинстві Білл Гейтс сам хитався в колисці, а його улюбленою іграшкою був кінь-гойдалка. Ця звичка збереглася і в дорослому віці Білл Гейтс похитується коли напружений.
У віці 11 років він підписав свій перший контракт з сестрою про оренду бейсбольної рукавички за 5 доларів. Також, в дитинстві він багато займався спортом, особливо тенісом і водними лижами, а також був, як і його батько, був бойскаутом. Щоправда, його батько мав ранг «орлиного бойскаута», а Гейтс лише «пожиттєвого». Попри заняття спортом, його образ у школі визначали інтелект, окуляри та худорлявість. Один з викладачів казав що Білл Гейтс був «нердом» ще до появи цього терміна. Коли у четвертому класі їм задали написати роботу з природознавства на 5 сторінок, він написав на 30.
У віці 13 років, він пішов вчитися до Лейксайдської школи, приватної підготовчої школи. Коли він був у восьмому класі, Клуб Матерів використав кошти від шкільного розпродажу для купівлі терміналу ASR Teletype Model 33 та відрізок комп'ютерного часу за 4,8 $/хв на комп'ютері компанії General Electric. Гейтс дуже зацікавився програмуванням цього комп'ютера мовою BASIC, і його навіть відпускали з уроків математики, щоб він міг займатись своїм хобі. Він написав свою першу програму для цієї машини — хрестики-нулики в якій можна було грати проти комп'ютера. Машина зачарувала Гейтса тим, що вона завжди абсолютно точно виконувала код. Згадуючи цей момент він сказав: «В машині було щось дуже елегантне.» На відміну від комп'ютерних піонерів до нього Білл не цікавився апаратною частиною комп'ютера. Коли його[хто?] дав йому завдання зібрати пристрій з набору RadioShack, Гейтс здав неробочий пристрій з якого мало не витікав припій.
Після того як подарунок від клубу матерів вичерпався, він та інші учні шукали час на інших системах, зокрема мінікомп'ютерах DEC PDP. Одним з таких комп'ютерів був PDP-10 що належав Computer Center Corporation (CCC), яка заблокувала чотирьох учнів Лейксайдської школи: Гейтса, Пола Аллена, Ріка Вейланда, та Кента Еванса на все літо, після того як було виявлено що вони використовують помилки в операційній системі, щоб отримати безкоштовний час.
Після закінчення блокування, їм чотирьом запропонували шукати помилки в програмному забезпеченні CCC в обмін на комп'ютерний час. Гейтс ходив в офіси CCC і вивчав джерельний код різноманітних програм що працювали в системі, серед яких були програми на Fortran, Lisp, та машинний код. Угода з CCC продовжувалась аж до 1970, коли компанія збанкрутувала. Наступного року, Information Sciences, Inc. найняла чотирьох Лейксайдських учнів для написання зарплатних програм на COBOL, надаючи їм комп'ютерний час і відсотки від продажів. Коли адміністрація школи дізналась про програмістські здібності Гейтса, він написав програму для складання розкладів у школі. Він змінив код так, що він попадав у класи з «непропорційною кількістю цікавих дівчат.» Пізніше він стверджував «було важко відірвати себе від машини, за якою я міг так однозначно демонструвати успіх.» У віці 17 років, Гейтс з Алленом сформували підприємство, яке назвали Traf-O-Data, яке мало виробляти лічильники трафіку на основі процесора Intel 8008. На початку 1973 Білл Гейтс працював пажем в Палаті представників США.
Гейтс отримав стипендію національної заслуги коли випустився зі школи Лейксайд у 1973. Він набрав 1590 балів з 1600 на тестах SAT і подав документи до Гарвардського коледжу восени 1973. Основним курсом він вибрав підготовку до юридичного факультету, але вивчав математику і магістерські курси інформатики. В Гарварді він зустрів товариша — Стіва Балмера. Гейтс покинув Гарвард через два роки, а Балмер залишився і випустився magna cum laude. Багато років по тому Балмер став наступником Гейтса на посаді генерального директора Microsoft і залишався на цій посаді з 2000 до звільнення в 2014.
Протягом другого року навчання, Гейтс придумав алгоритм сортування млинців, як розв'язок до однієї зі списку нерозв'язаних задач заданих на занятті з комбінаторики Гаррі Р. Льюїсом, одним з його викладачів. Алгоритм Гейтса тримав рекорд найшвидшої версії протягом більше ніж 30 років; а наступний алгоритм був швидшим лише на один відсоток. Пізніше його розв'язок було формалізовано в статті яку він опублікував разом з дослідником Христосом Пападімітріу.
Будучи студентом Гарварду Гейтс не мав визначеного плану навчання, і проводив багато часу використовуючи доступні там комп'ютери. Він підтримував контакт з Полом Алленом, і приєднався до нього в Honeywell влітку 1974. Наступного року випустили MITS Altair 8800, комп'ютер на основі процесора Intel 8080, і Гейтс з Алленом побачили в цьому шанс розпочати власну компанію з розробки програмного забезпечення. В цей час Гейтс покинув Гарвард. Він поговорив про це рішення зі своїми батьками, які підтримали його після того, як побачили як сильно їхній син хоче почати власний бізнес. Гейтс пояснив своє рішення покинути Гарвард, словами «…якби все не склалося [з Майкрософт], я завжди зміг би повернутись назад до навчання. Офіційно я був в академічній відпустці.»
Тільки через понад 30 років, 2007-го, Гейтс нарешті отримав диплом Гарварду — йому присвоїли почесне звання доктора наук.
Виступаючи з цієї нагоди 7 червня 2007 перед випускниками Гарвардського університету, Гейтс жартував, що подає поганий приклад та закликав рятувати життя людей, які мільйонами гинуть від хвороб у бідних країнах:
Один з моїх найяскравіших спогадів про Гарвард стосується січня 1975 року, коли я зателефонував з гуртожитку Кур'єр-Гауз в компанію в місті Альбукерке, яка почала робити перші в світі комп'ютери. Я запропонував їм купити наше програмне забезпечення. І переживав, що вони зрозуміють, що я усього лише студент з гуртожитку та кинуть слухавку. Натомість вони сказали: «Ми не зовсім готові. Заїдь до нас через місяць!». Це було гарним знаком, бо насправді ми ще не зовсім написали програму. З того моменту я працював удень і вночі над цим додатковим проєктом, який ознаменував кінець навчання в коледжі та початок видатного шляху разом з «Майкрософт».

## Microsoft

### BASIC

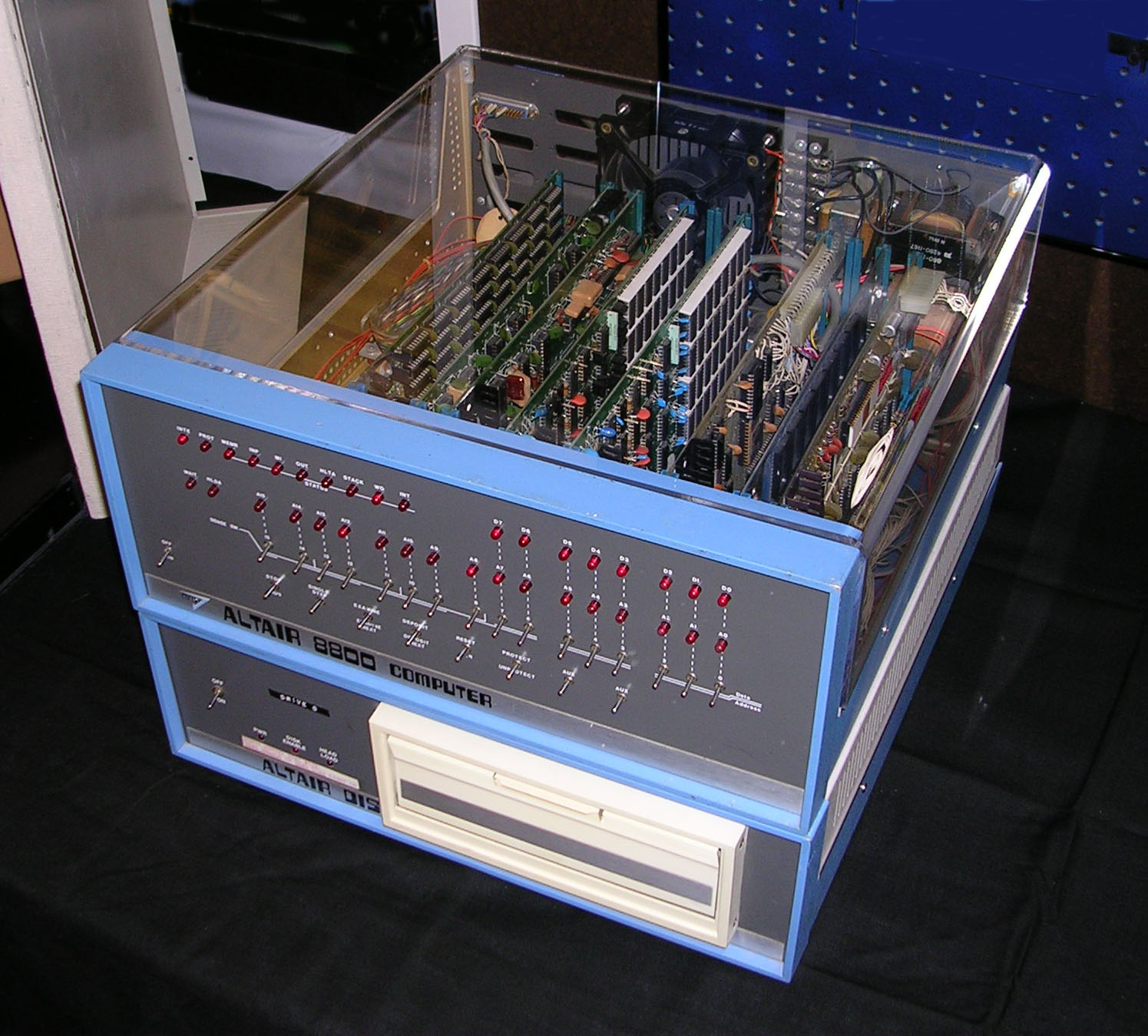
Комп'ютер MITS Altair 8800 з дисководом для восьмидюймових дискет

Після того як Гейтс прочитав номер журналу Popular Electronics за січень 1975, в якому описували Altair 8800, він зв'язався з Micro Instrumentation and Telemetry Systems (MITS), розробниками нового мікрокомп'ютера, аби повідомити їх що він та інші працюють над інтерпретатором мови BASIC для цієї платформи. Насправді Гейтс та Аллен не мали комп'ютера Altair і не писали код для нього; вони просто хотіли визначити зацікавлення MITS в цьому. Президент MITS Ед Робертс погодився зустрітись з ними для демонстрації, і протягом кількох тижнів вони розробили емулятор комп'ютера Altair, який запускався на мінікомп'ютері, а після цього — інтерпретатор мови BASIC. Демонстрація здійснена в офісах MITS в Альбукерке, була успішною і привела до угоди з MITS поширювати інтерпретатор як Altair BASIC. Пола Аллена взяли на роботу в MITS, а Гейтс взяв академвідпустку в Гарварді, щоб працювати в Альбукерке з Алленом. Вони назвали свою співпрацю «Micro-Soft» і розмістили в Альбукерке свій перший офіс. Через рік, дефіс з назви було прибрано, а 26 листопада 1976, торгова марка «Microsoft» зареєстрована в державного секретаря штату Нью-Мексико. Гейтс так і не повернувся до Гарварду аби завершити навчання.
Altair BASIC від Microsoft був дуже популярним серед ентузіастів персонального комп'ютера, але Гейтс виявив що дорелізна копія проникла в спільноту і була багаторазово скопійована і поширена. В липні 1976, Гейтс опублікував в бюлетені MITS «Відкритого листа ентузіастам» в якому він стверджував що більш ніж 90 відсотків користувачів Microsoft Altair BASIC не платили Microsoft за нього, і таким чином «хобі ринок» Altair загрожував знищити мотивацію для професійних розробників створювати, поширювати і підтримувати високоякісне програмне забезпечення. Цей лист не був сприйнятий прихильно, але Гейтс наполягав на своєму переконанні в тому що розробники мають право вимагати оплати. Microsoft став незалежним від MITS наприкінці 1976, і продовжив розробляти мови програмування для різних систем. Компанія переїхала з Альбукерке до нового офісу в Белв'ю, штат Вашингтон, 1 січня 1979.

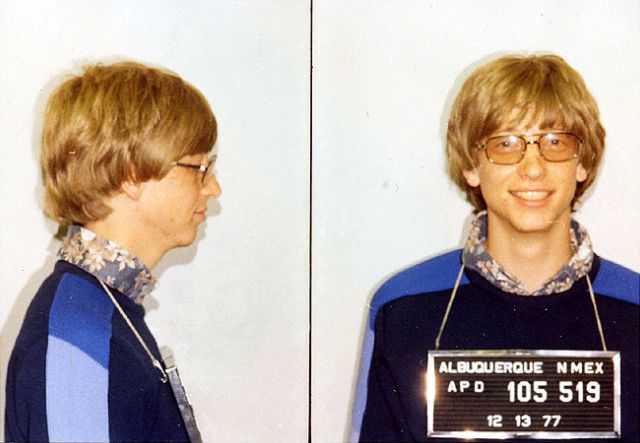
Поліційне фото зроблене після затримання за порушення правил дорожнього руху, Альбукерке, 13 грудня 1977

Протягом перших років Microsoft всі працівники несли відповідальність за бізнес компанії. Гейтс займався деталями бізнесових операцій, але теж продовжував писати код. Перші п'ять років, за його власними словами, він особисто переглядав кожен рядок коду який компанія випускала, і часто переписував деякі частини як вважав буде краще.

### Співпраця з IBM
У липні 1980 IBM звернулася до Microsoft в справі операційної системи для їх майбутнього персонального комп'ютера — IBM PC. IBM спершу запропонувало аби Microsoft написали інтерпретатор. Коли представники IBM сказали про те що їм потрібна операційна система, Гейтс порадив їм звернутися до Digital Research (DRI), розробників широко використовуваної операційної системи CP/M. Переговори IBM з Digital Research пройшли невдало, і вони не досягли ліцензійної угоди. Представник IBM Джек Семс згадував про труднощі з ліцензуванням протягом наступних зустрічей з Гейтсом, і сказав йому знайти прийнятну операційну систему. Через кілька тижнів Гейтс запропонував використати 86-DOS (QDOS), операційну систему схожу на CP/M яку зробив Тім Патерсон з компанії Seattle Computer Products (SCP) для апаратного забезпечення схожого на PC. Microsoft підписали угоду з SCP аби стати ексклюзивним ліцензійним агентом, а пізніше і повноправним власником 86-DOS. Після адаптації ОС для PC, Microsoft надав її IBM під назвою PC DOS за одноразовий платіж $50 000.
Гейтс не запропонував передати авторські права на операційну систему, бо вважав що інші розробники апаратного забезпечення випустять клони системи IBM. Саме це і сталося, і продажі MS-DOS зробили Microsoft важливим гравцем в індустрії програмного забезпечення. Не зважаючи на слово IBM в назві операційної системи, преса описувала Microsoft як компанію з великим впливом на новий комп'ютер. PC Magazine запитував чи був Гейтс «людиною яка стоїть за машиною?», а InfoWorld цитував експерта що стверджував «це Гейтсовий комп'ютер». Гейтс наглядав за реструктуризацією компанії Microsoft 25 червня 1981, яка перенесла компанію в штат Вашингтон і зробила Гейтса президентом і головою ради директорів Microsoft.

### Windows
Microsoft запустила першу роздрібну версію Microsoft Windows 20 листопада 1985. В серпні наступного року, компанія домовилася з IBM про розробку окремої операційної системи, яку назвали OS/2. Хоча дві компанії успішно розробили перші версії нової системи, партнерські стосунки погіршали через наростання відмінностей у творчих поглядах.

### Стиль менеджменту

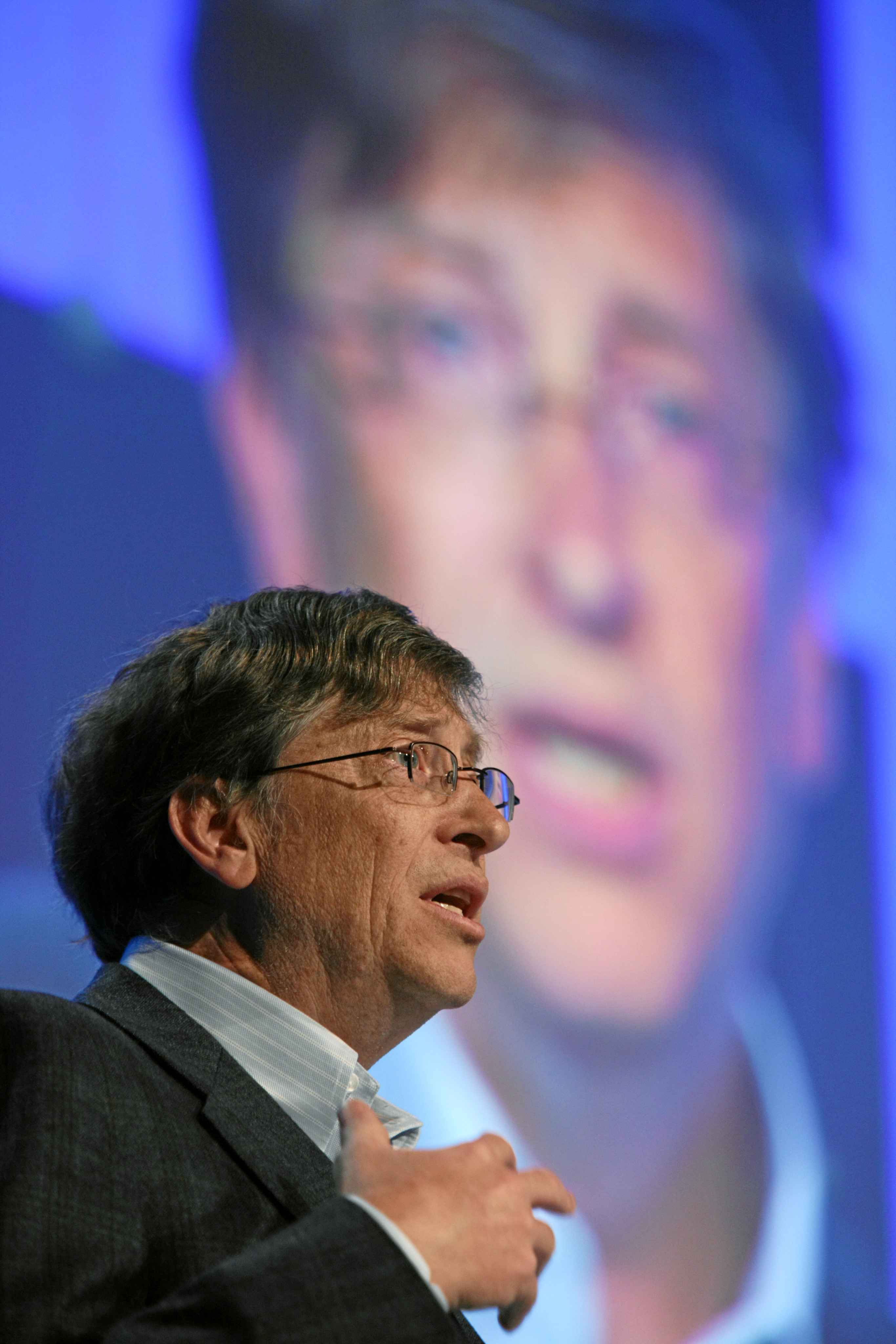
Гейтс виступає на Всесвітньому економічному форумі в Швейцарії, січень 2008

Від заснування Microsoft в 1975 аж до 2006, Гейтс ніс головну відповідальність за продуктову стратегію компанії. Він отримав репутацію людини що тримається на відстані від інших, ще в 1981 директор однієї з комп'ютерних компаній публічно заявив що «Гейтс сумновідомий тим що до нього важко додзвонитись, і він не передзвонює». Директор іншої компанії пригадував що він якось показав Гейтсу гру, і виграв у нього 35 з 37 разів. Коли вони знову зустрілись через місяць, Гейтс «вигравав або зводив до нічиєї кожну гру. Він вивчав гру поки не розв'язав її. Оце суперник.»
Гейтс був виконавчим директором що часто зустрічався з топменеджерами та менеджерами програм. Згадуючи про ці зустрічі менеджери описували його як любителя посперечатись. Також він жорстко критикував менеджерів за помічені промахи в їхніх бізнес-стратегіях чи пропозиціях які підставляли довгострокові інтереси компанії під небезпеку. Він переривав презентації коментарями на кшталт «Це найдурніша річ яку я коли-небудь чув!» та «Чому б тобі просто не віддати опціони та приєднатись до корпусу миру?» Тоді жертва його вибуху гніву мусила захищати пропозицію у всіх деталях, аж доки, якщо пощастить, Гейтса не вдавалось цілком переконати. Коли здавалось що його підлеглі займались прокрастинацією, він саркастично зауважував «Я б зробив це за вихідні».
На початку історії Microsoft, Гейтс активно працював розробником програмного забезпечення, особливо над продуктами компанії пов'язаними з мовами програмування, але його основною роллю протягом всієї історії компанії була роль менеджера та директора. Гейтс офіційно не входив до команди розробників з часу роботи над TRS-80 Model 100, але аж до 1989 він писав код який включався в продукти компанії. Він зберігав зацікавленість технічними деталями. 1985 року Джері Пурнелл писав після того, як побачив, як Білл Гейтс презентує Microsoft Excel: «Мене вразило щось інше. Біллу Гейсу подобається програма, але не тому що вона принесе йому купу грошей (хоча я впевнений що принесе), а тому що це крутий хак.»
15 червня 2006, Гейтс оголосив що протягом наступних двох років він відходитиме від своєї щоденної ролі аби присвятити більше часу філантропії. Він розділив свої обов'язки між двома наступниками, коли поставив Рея Оззі відповідальним за щоденний менеджмент і Крейга Мунді відповідальним за довгострокову продуктову стратегію.

### Антимонопольний позов

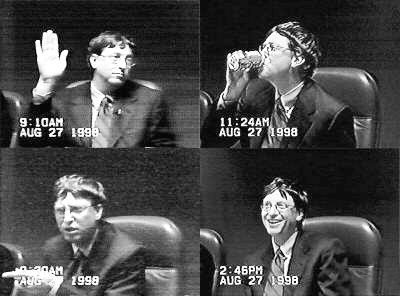
Гейтс дає свідчення в Microsoft 27 серпня 1998

Багато рішень що привели до антитрастових позовів через бізнес-практики Microsoft, які отримували схвалення Гейтса. 1998 року в справі США проти Microsoft, Гейтс давав свідчення, які кілька журналістів характеризували як уникливі. Він сперечався з Девідом Бойєсом який його допитував про значення слів на зразок «конкурувати», «стосується», та «ми». Суддя та інші спостерігачі в судовій залі кілька разів сміялись під час давання свідчення. BusinessWeek звітував:
|  | Перші етапи його свідчення він надавав заплутані відповіді і казав "я не пригадую", так багато разів що навіть суддя хихотів. Що ще гірше, багато заперечень та відмовок директора були прямо спростованими звинувачувачами витягами з електронних листів які Гейтс як надсилав так і отримував. |

Пізніше Гейтс казав що він просто опирався спробам Бойєса невірно схарактеризувати його слова і дії. Щодо своєї поведінки під час подачі свідчень, він сказав «Я почубився з Бойєсом? … Я визнаю вину. Яким би не був штраф, його треба стягнути з мене за грубість першого ступеня.» Не зважаючи на заперечення Гейтса, суддя оголосив що Microsoft здійснював монополізацію та зв'язування продуктів та перешкоджав конкуренції, порушуючи акт Шермана.

## Після Microsoft

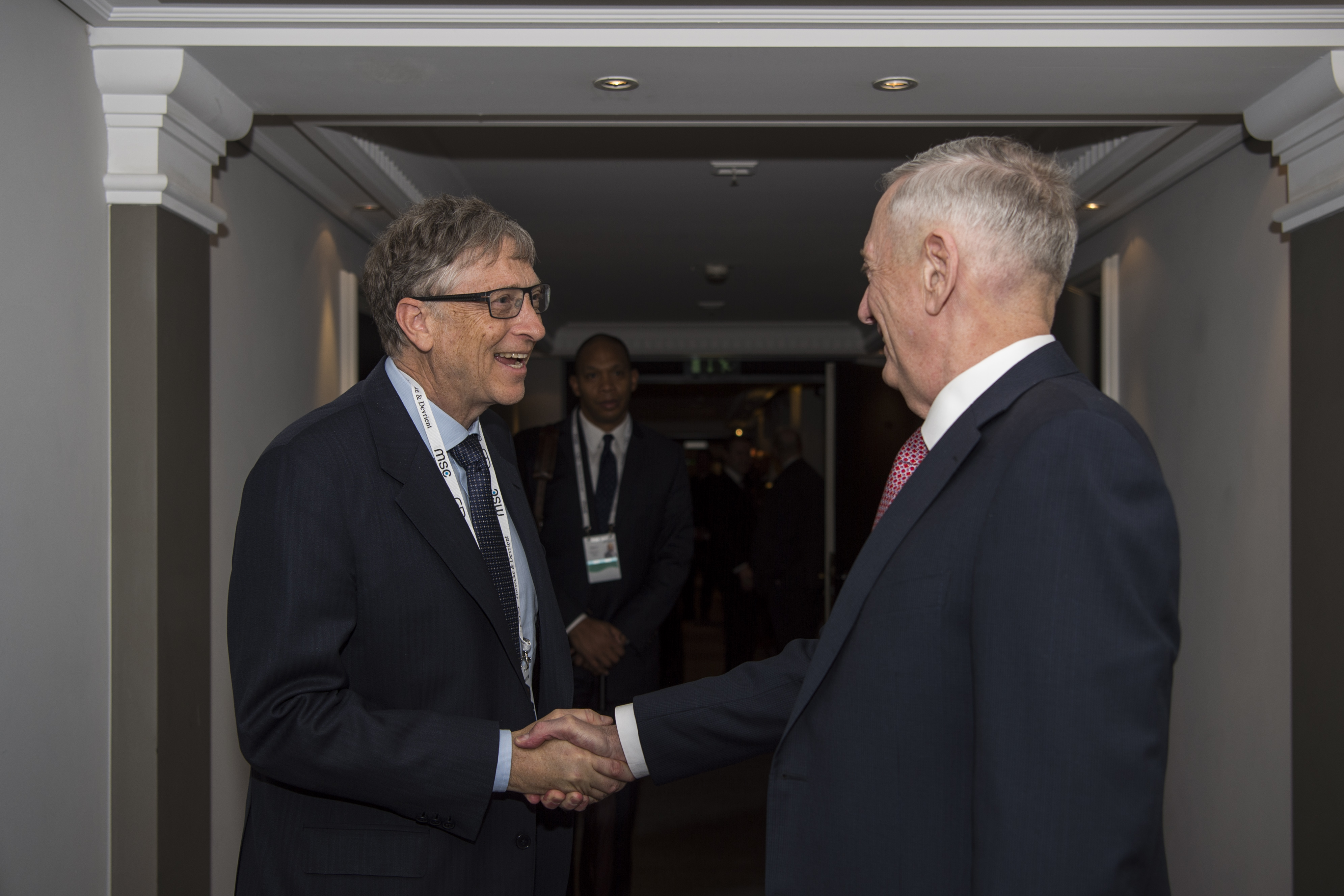
Гейтс зустрічається з секретарем оборони США Джеймсом Меттісом, лютий 2017

Після того як Гейтс залишив щоденну роботу в Microsoft, він продовжив роботу з доброчинністю та іншими проєктами.
Згідно з індексом мільярдерів Блумберг (англ. Bloomberg Billionaires Index), Гейтс мав найбільші прибутки серед мільярдерів у 2013, коли його статки збільшились з 15.8 мільярдів доларів до 78.5  мільярдів. Станом на січень 2014, більшість Гейтсових коштів зберігаються у Cascade Investment LLC, компанії через яку він має частки в багатьох бізнесах, включаючи Four Seasons Hotels and Resorts, та Corbis. 4 лютого 2014 року, Гейтс покинув посаду голови ради директорів Microsoft, щоб стати технічним радником нового CEO Сатья Наделла.
Гейтс описав свої погляди на різноманітні проблеми у детальному інтерв'ю яке було опубліковане у номері журналу Rolling Stone за 27 березня 2014 року. В інтерв'ю, Гейтс розповів про свої думки щодо зміни клімату, його благодійницьку діяльність, різноманітні технічні компанії та людей які працюють в них, та стан Сполучених Штатів Америки. У відповідь на питання чого він найбільше боїться коли він думає про майбутні 50 років, Гейтс сказав: «… в наступні 50 чи 100 років стануться деякі дуже погані речі, але, сподіваюсь, жодна з них не буде масштабом, як, скажімо, мільйон людей неочікувано помруть від пандемії, або ядерного чи біотероризму.» Також Гейтс назвав інновації «справжнім рушієм прогресу» і оголосив що «сьогодні Америка набагато краща ніж будь-коли була.»
Недавно Гейтс висловив стурбованість екзистенційними загрозами суперінтелекту. В Реддіті «ask me anything», він стверджував
|  | Спершу машини зроблять за нас багато роботи і не будуть дуже розумними. Це добре, якщо ми цим гарно керуватимемо. Через кілька десятиліть по тому інтелект буде достатньо сильним щоб бути загрозою. Я згоден з Ілоном Маском та деякими іншими щодо цього, і не розумію чому деякі люди не стурбовані. Оригінальний текст (англ.) First the machines will do a lot of jobs for us and not be super intelligent. That should be positive if we manage it well. A few decades after that though the intelligence is strong enough to be a concern. I agree with Elon Musk and some others on this and don't understand why some people are not concerned. |

В інтерв'ю з CEO Baidu Робіном Лі у березні 2015, Гейтс стверджував що він «дуже рекомендує» недавню працю Ніка Бострома Superintelligence: Paths, Dangers, Strategies.

## Інші бізнеси та інвестиції
- Cascade Investment[en] LLC, це приватна холдингова компанія, що контролює Білл Гейтс, зі штаб-квартирою в Кіркленді, штат Вашингтон.
- bgC3[en] аналітичний центр, що заснував Гейтс.
- Corbis[en], компанія з ліцензування зображень та послуг в галузі авторських прав.
- TerraPower, компанія, що розробляє ядерний реактор.
- Eclipse Aviation[en], недіючий виробник дуже легких літаків[en].
- ResearchGate, соціальна мережа для науковців. Гейтс з іншими інвесторами брав участь у раунді фінансування на 35 мільйонів доларів.[91]

## Особисте життя

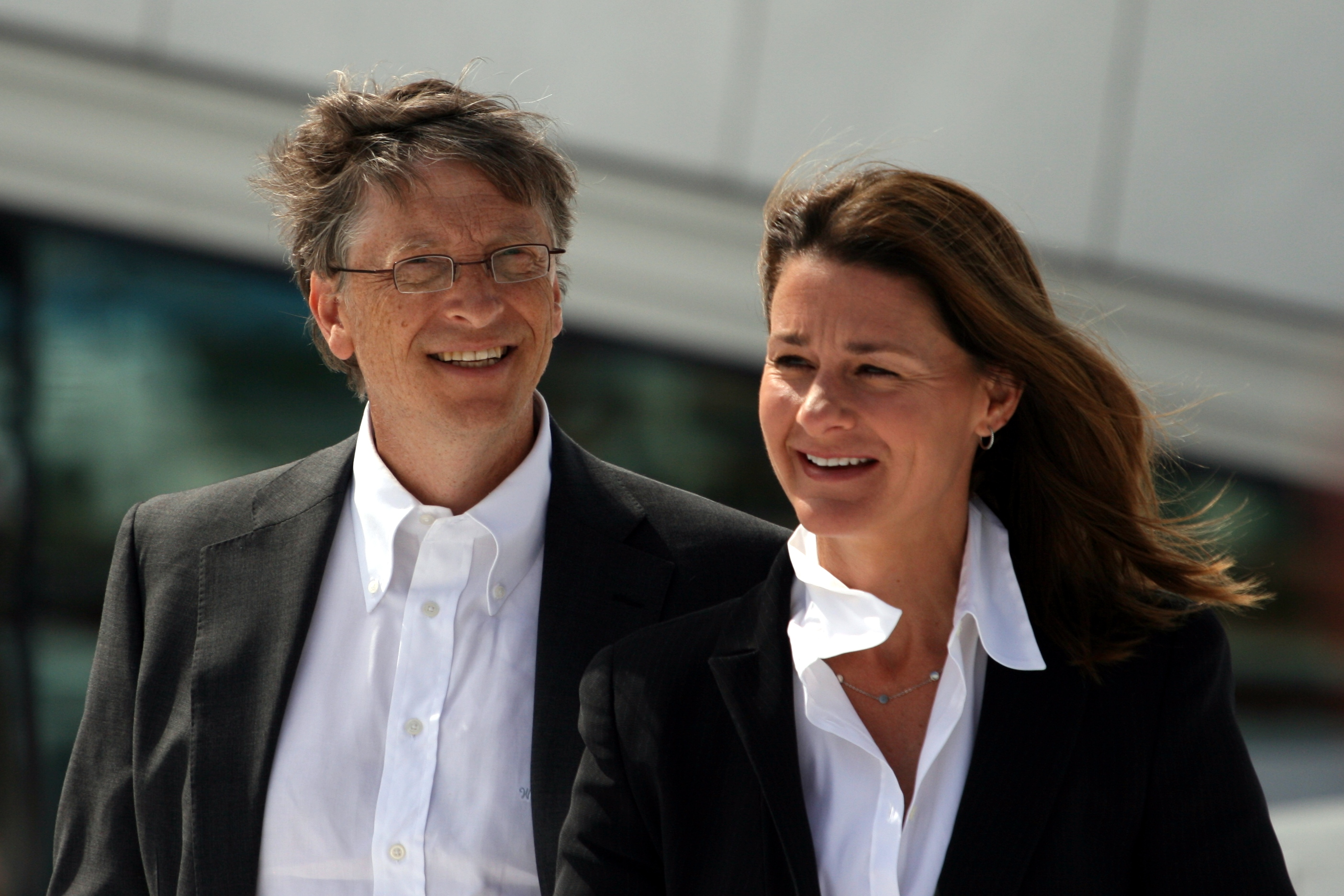
Білл та Мелінда Гейтс, червень 2009

1 січня 1994 року Гейтс одружився з Меліндою Френч на полі для гольфу на Гавайському острові Ланаї. На той час йому було 38 років, а його нареченій — 29. У сім'ї Гейтсів троє дітей — Дженніфер Катарін (народилась 1996 р.), Рорі Джон (народився 1999 р.) і Фібі Адель (народилась 2002 р.).
Сім'я проживає у сучасному особняку, покритому землею під пагорбом на березі озера Вашингтон в місті Медіна, неподалік Сіетлу, штат Вашингтон. Згідно з публічними записами округу Кінг за 2007 рік, загальна оцінена вартість власності (землі і будинку) складає $125 мільйонів, а щорічні податки з власності — $991 000. Маєток площею 6100 м2, має 18-метровий басейн, спортзал площею 230 м2 і їдальню площею 93 м2.
3 травня 2021 року Білл і Мелінда Гейтси оголосили про розлучення.
В інтерв'ю журналу Rolling Stone, Гейтс щодо своєї віри стверджував:
|  | Моральні системи релігії, на мою думку, дуже важливі. Ми виростили наших дітей в релігійний спосіб; вони ходили до католицької церкви яку відвідує Мелінда і в житті якої я беру участь. Мені дуже пощастило, тому я почуваюсь зобов'язаним спробувати зменшити нерівність у світі. І це типу релігійне переконання. Я маю на увазі, це принаймні моральне переконання. Оригінальний текст (англ.) The moral systems of religion, I think, are super important. We've raised our kids in a religious way; they've gone to the Catholic church that Melinda goes to and I participate in. I've been very lucky, and therefore I owe it to try and reduce the inequity in the world. And that's kind of a religious belief. I mean, it's at least a moral belief. |

В тому ж інтерв'ю, Гейтс сказав:
|  | Я погоджуюсь з такими людьми як Річард Докінз в тому що людство відчувало потребу створювати міфи. До того як ми почали розуміти хвороби і погоду та інші подібні речі, ми створили для них хибні пояснення. Зараз наука заповнила сфери - не всі - які раніше займала релігія. Але дивовижність і краса світу нескінченно вражаючі, і нема наукового пояснення як вони з'явились. Говорити що все це було створено випадковими числами, це здається, знаєте, жорстокий погляд (сміється). Я думаю є сенс вірити в Бога, але які рішення в своєму житті змінити через це я не знаю. Оригінальний текст (англ.) I agree with people like Richard Dawkins that mankind felt the need for creation myths. Before we really began to understand disease and the weather and things like that, we sought false explanations for them. Now science has filled in some of the realm – not all – that religion used to fill. But the mystery and the beauty of the world is overwhelmingly amazing, and there's no scientific explanation of how it came about. To say that it was generated by random numbers, that does seem, you know, sort of an uncharitable view [laughs]. I think it makes sense to believe in God, but exactly what decision in your life you make differently because of it, I don't know." |

Лестерський кодекс одне з особистих надбань Гейтса. Він купив колекцію відомих наукових записів Леонардо да Вінчі за 30.8 мільйонів доларів на аукціоні в 1994. Гейтс також є відомим книжковим хробаком, і стеля його великої домашньої бібліотеки містить гравірування з цитатами з Великого Гетсбі. Також він захоплюється грою в бридж, теніс та гольф.
В 1999, його багатство на короткий час перевищило 101 мільярд доларів. Не зважаючи на свої статки і часті подорожі, Гейтс зазвичай літав економкласом у звичайних авіалайнерах аж до 1997, коли він купив власний літак. З 2000, номінальна вартість його частки в Microsoft знизилась через падіння акцій Microsoft після лускання бульбашки доткомів та багатомільярдних пожертв у благодійні фонди. В травні 2006 Гейтс заявив що він мріє не бути найбагатшою людиною на світі, бо йому не подобається увага яку цей статус притягує. В березні 2010, Гейтс був другою найбагатшою людиною на світі, після Карлоса Сліма, але відновив першість у 2013. Карлос Слім забрав першість в червні 2014 (а потім знову віддав першість Гейтсу). Між 2009 та 2014, його багатство подвоїлось, від 40 до більш ніж 82 мільярдів доларів. З жовтня 2017, Гейтса обігнав засновник Amazon.com Джеф Безос. Білл Гейтс займав перше місце в списку Найзаможніші люди світу протягом 18 з останніх 23 років.
Гейтс має кілька інвестиції поза Microsoft, які в 2006 принесли йому 966,667 доларів доходів. У 1989 році, він заснував компанію Corbis, яка займалася цифровими зображеннями. 2004 року, він став директором Berkshire Hathaway, інвестиційної компанії, власником якої є його давній друг Воррен Баффет. В 2016 році Гейтс розкрив те, що він не розрізняв кольори.
В інтерв'ю BBC, Гейтс стверджував що заплатив більше податків ніж будь-хто інший, і радий цьому. Він сказав що заплатив понад 6 мільярдів доларів податків. Гейтс є прихильником високих податків, особливо для багатих.
Гейтсові дні плануються для нього, як для президента США, на похвилинній основі.

## Філантропія

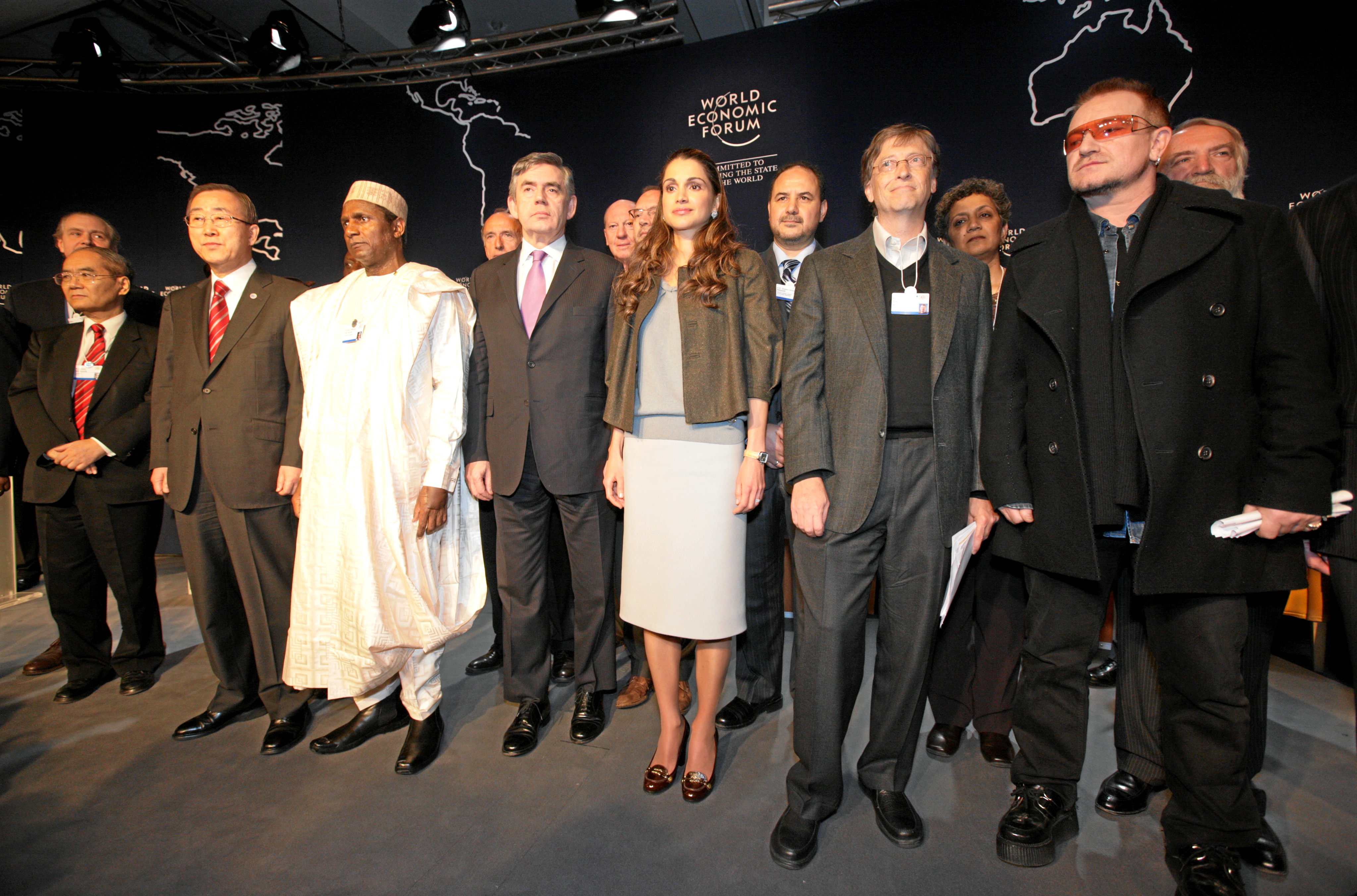
Гейтс з Боно, королевою Йорданії Ранією, колишнім прем'єр-міністром Британії Ґордоном Брауном, президентом Нігерії Умару Яр-Адуа у 2008 на Всесвітньому економічному форумі в Давосі.

Мелінда Гейтс запропонувала що варто наслідувати філантропські зусилля сім'ї Селвен, яка продала свій дім і роздала половину виручених за нього грошей, про що детальніше описано в книжці The Power of Half. Гейтси запросили Джоан Селвен розповісти про те що вони зробили, і 9 листопада 2010, Білл та Мелінда Гейтс і інвестор Воррен Баффет підписали зобов'язання, яке назвали «клятву дарування». Згідно з нею, всі три повинні віддати принаймні половину свого багатства на благодійність.

### Фонд Білла і Мелінди Гейтсів
Гейтс вивчив роботу Ендрю Карнеґі та Джона Рокфеллера, і в 1994 віддав частину своїх акцій Microsoft, щоб створити «William H. Gates Foundation». В 2000, Гейтс та його дружина об'єднали три сімейні фонди, та Гейтс подарував акції вартістю 5 мільярдів доларів, щоб створити благодійну організацію Фонд Білла і Мелінди Гейтсів, яка в 2013 була визнана найбагатшою благодійницькою організацією світу, з активами вартістю більш ніж $34,6 мільярди. Фонд надає благодійника доступ до інформації про те як використовуються їхні гроші, на відміну від інших великих благодійницьких організацій, таких як, наприклад, Wellcome Trust. За допомогою свого фонду, Гейтс також пожертвував 20 мільйонів доларів на новий корпус Університету Карнегі-Меллон відкритий у 2009 році, який назвали Центр комп'ютерних наук Гейтса (англ. Gates Center for Computer Science).
Гейтс також стверджував що на нього мала сильний вплив щедрість і філантропія Девіда Рокфеллера. Вони з батьком кілька разів зустрічалися з Рокфеллером, і їхня благодійницька робота частково наслідує цілі родини Рокфеллерів, які найбільше цікавились вирішенням глобальних проблем що ігноруються урядами та іншими організаціями. Станом на 2007, Білл та Мелінда Гейтси були другими за щедрістю філантропами в Америці, віддавши на благодійність 28 мільйонів доларів. Вони планують зрештою пожертвувати 95 відсотків своїх статків на благодійність.
Фонд поділений на чотири відділи: Global Development Division, Global Health Division, United States Division, and Global Policy & Advocacy Division. Фонд підтримує використання генетично модифікованих організмів в сільському господарстві. Якщо конкретно, фонд підтримує International Rice Research Institute в розробці золотого рису, сорту рису призначеного подолати дефіцит вітаміну А.

### Особисті пожертвування
Гейтс також здійснював особисті пожертвування освітнім закладам. В 1999, Гейтс пожертвував 20 мільйонів доларів Массачусетському технологічному інституту (MIT) на будівництво комп'ютерної лабораторії названої «Будівля Вільяма Г. Гейтса» (англ. William H. Gates Building) яку спроєктував архітектор Френк Гері. Хоча раніше Microsoft теж фінансово підтримував інститут, це був перший вклад отриманий особисто від Гейтса.
Лабораторія Максвелл Дворкін (англ. Maxwell Dworkin Laboratory) в Гарвардській школі інженерії і прикладних наук імені Джона Паулсона названа на честь матерів Гейтса і Стівена Балмера, обидва з яких були студентами школи (Балмер був випускником 1977 року, а Гейтс покинув навчання заради Microsoft), і пожертвували на побудову лабораторії. Гейтс також пожертвував 6 мільйонів доларів на будівництво в кампусі Стенфордського університету корпусу комп'ютерних наук Гейтса (англ. Gates Computer Science Building), закінченого в січні 1996.
15 серпня 2014, Білл Гейтс розмістив на Facebook відео, в якому він виливає відро води з льодом над своєю головою. Гейтс зробив це після виклику від засновника Facebook Марка Цукерберга, щоб підвищити обізнаність людей про бічний аміотрофічний склероз.
З 2005-го, Білл Гейтс і його фонд зацікавились вирішенням глобальних проблем санітарії. Був проголошений конкурс «Перевинайти туалет» (англ. Reinvent the Toilet Challenge), який отримав чималу увагу медіа. Щоб привернути увагу до проблеми санітарії і можливих її рішень, Гейтс випив воду отриману «з людських фекалій» в 2014 – насправді вона була отримана за допомогою процесу очищення осадів стічних вод який називається Omni Processor. На початку 2015-го, він також з'явився на The Tonight Show з Джиммі Феллоном і запропонував йому спробувати відчути різницю між очищеною та бутильованою водою.
В листопаді 2017-го, Гейтс сказав що дасть 50 мільйонів доларів Dementia Discovery Fund, фонду венчурного капіталу який фінансує пошуки ліків проти хвороби Альцгеймера. Також він пообіцяв додаткові 50 мільйонів стартапам які працюють над дослідженнями хвороби Альцгеймера.
Білл та Мелінда Гейтс стверджували що мають намір залишити своїм трьом дітям по 10 мільйонів доларів спадку. Якщо в родині залишиться лише 30 мільйонів доларів, вони роздадуть приблизно 99.96 % свого капіталу.
У 2025 році 69-річний Білл Гейтс оголосив, що вирішив протягом найближчих двадцяти років витратити 99% своїх статків на благодійність, плануючи припинити діяльність фонду у 2045 році.

### Благодійні матчі
29 квітня 2017-го, Білл Гейтс зіграв у теніс проти Роджера Федерера на благодійному матчі Match for Africa 4, що відбувався на Кі-арені в Сіетлі. Подія відбувалась на підтримку діяльності Фонду Роджера Федерера в Африці. Федерер і Гейтс грали проти Джона Ізнера, високорейтингового американського тенісиста, та Майкл МакКріді, лід-гітарист гурту Pearl Jam. Гейтс і Федерер перемогли з рахунком 6–4, і зібрали 2 мільйони доларів для дітей Африки. 5 березня наступного року Гейтс з Федерером знову зіграли в Match for Africa 5, на стадіоні SAP Center в Сан-Хосе. Цього разу опонентами були Джек Сок, один з найкращих американських гравців і Саванна Ґуртхрі, ведуча каналу NBC. Гейтс з Федерером виграли з рахунком 6–3 і подія зібрала понад 2.5 мільйонів.

### Критика
У 2007, газета Los Angeles Times критикувала фонд за інвестиції в компанії, які звинувачуються в поширенні бідності, забруднені довкілля, і в фармацевтичні компанії, що не продають ліки в країни, що розвиваються. У відповідь на критику преси фонд оголосив, що здійснить аудит своїх інвестицій для перевірки соціальної відповідальності. Пізніше фонд скасував аудит і продовжив політику інвестування заради максимізації прибутку, використовуючи права голосування для впливу на політику компанії. Ернест Лефевр критикував програму «Gates Millennium Scholars» за виключення білих студентів.
У 2014, Білл Гейтс викликав протести у Ванкувері, після того як вирішив пожертвувати 50 мільйонів доларів UNAIDS на програму масового обрізання в Замбії та Свазіленді.

### Проєкти в Україні
У 2009 році Фонд Білла та Мелінди Гейтсів ініціював встановлення інтернету в 1000 українських бібліотек у рамках програми «Бібліоміст».

## Визнання

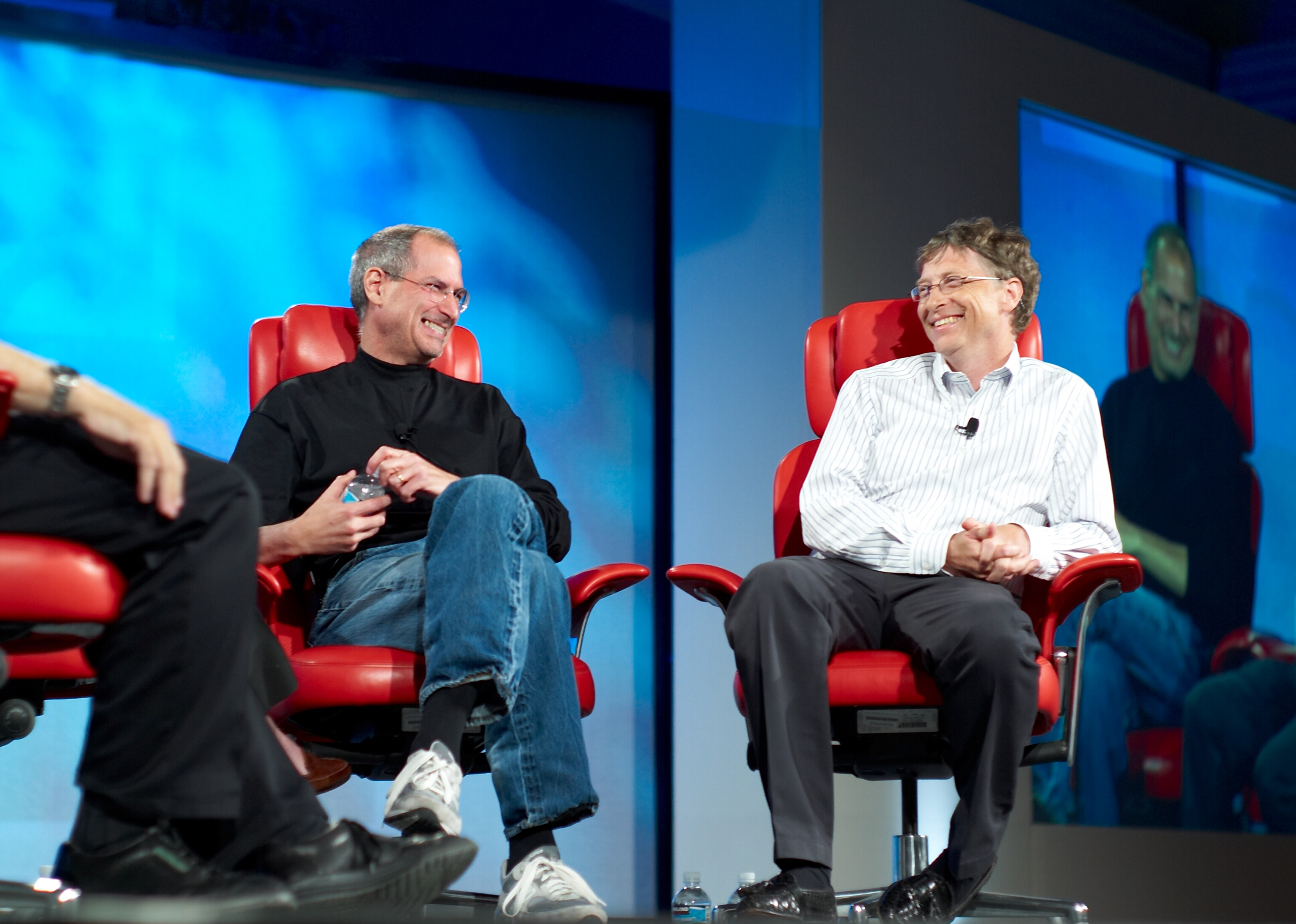
Стів Джобс та Гейтс на першій конференції D: All Things Digital (D5) в 2007

В 1987 році Гейтс потрапив до списку мільярдерів журналу Форбс. Тоді він мав 1,25 мільярда доларів і був наймолодшим на світі мільярдером, що не успадкував своє багатство. З 1987 Гейтс часто потрапляв у списки найзаможніших людей світу від Forbes, і був найбагатшим з 1995 до 1996, з 1998 до 2007, в 2009, і з 2014. Також Форбс поставив Гейтса на четверте місце в рейтингу найвпливовіших людей світу у 2012 році, піднявши з п'ятого в 2011 році.
Журнал Time назвав Гейтса одним зі 100 людей які найбільше вплинули на 20-те століття, і одним зі ста найвпливовіших людей 2004, 2005, і 2006. Time також колективно назвав Гейтса, його дружину Мелінду і соліста гурту U2 Боно, людьми року 2005 за їхні гуманітарні зусилля. В 2006, за результатами голосування він став восьмим у списку «Герої нашого часу».

В 1994, він був вшанований як 20-тий Почесний член Британського комп'ютерного товариства.
Ентомологи назвали бджоловидку Білла Гейтса (Eristalis gatesi) на його честь в 1997.

## Інше
За інформацією журналу «Forbes», Гейтс жертвував гроші на президентську кампанію Джорджа Буша 2004 року. «Центр відповідальної політики» стверджує, що Гейтс пожертвував принаймні $33 335 на понад 50 політичних кампаній під час виборів 2004 року.
Гейтс також входить до складу ради Icos, біотехнологічної компанії Bothell.
2 березня 2005 року кабінет закордонних справ Великої Британії оголосив, що Гейтс отримає титул Лицаря-Командора Ордена Британської Імперії за його внесок в підприємства Великої Британії і його зусилля зі зменшення зубожіння у світі.

## Книги, фільми, інші медіа

### Книги Білла Гейтса
У 1995 Білл Гейтс написав книгу «Дорога в майбутнє», в якій виклав свої погляди на те, в якому напрямку рухається суспільство у зв'язку з розвитком інформаційних технологій. У 1996, коли корпорація Microsoft була переорієнтована на Інтернет-технології, Гейтс заніс до книги значні корективи.
1999-го Білл Гейтс написав книгу «Бізнес зі швидкістю думки», яка показує, як інформаційні технології можуть вирішувати бізнес-завдання в абсолютно новому ключі. Особливо слід відзначити той факт, що ідеї Білла Гейтса добре узгоджуються з концепцією ощадливого виробництва. У книзі Білл Гейтс виклав розроблені ним принципи інформаційної ощадливої логістики, спираючись на досвід її використання в корпорації Microsoft. До особливостей книги варто віднести і те, що автор одним з перших запропонував застосувати принципи цього нового напрямку в менеджменті бізнесу для всіх рівнів влади, модернізації системи освіти (педагогічна логістика) й охорони здоров'я.
Ця книга вийшла 25 мовами і продається  у понад 60 країнах світу. «Бізнес зі швидкістю думки» отримала високу оцінку критиків і була внесена в списки бестселерів газет «Нью-Йорк таймс», «Америка сьогодні», «Волл-стріт джорнел» та вебсервера Amazon.com.
У 2021 році вийшла друком нова книжка Білла Гейтса «Як відвернути кліматичну катастрофу. Де ми зараз і що нам робити далі». У ній він виклав свій план зменшення викидів вуглекислого газу до нуля. Гейтс вважає, що лише так ми зможемо уникнути глобальної екологічної катастрофи, яка, за його словами, буде у кілька разів смертоноснішою за COVID-19 уже до 2100 року. Гейтс сформував свій план уникнення екологічного колапсу на планеті, заручившись підтримкою експертів у галузі фізики, хімії, біології, техніки, політології та фінансів. Зокрема, в книжці він описує закони, які повинні ухвалити уряди і рішення, які здатні приймати звичайні громадяни задля уникнення катастрофічних наслідків глобального потепління.

### У літературі
Дитячі роки Білла описані в книзі для дітей: Воскобойніков Валерій про Йосипа Прекрасного, Архімеда, Миколая Чудотворця, Феодосія Печерського, Авраама Лінкольна, Джона Ленона, Біла Гейтса / В. Воскобойніков. — Київ : Грані-Т, 2008. — 144 с.; іл. — («Життя видатних дітей»). — ISBN 978-966-2923-77-3. — ISBN 978-966-465-100-1

### Художні фільми
- Пірати Кремнієвої долини
- Nothing So Strange[en]
- Соціальна мережа